# Kork Ballington
Hugh Neville Ballington, detto Kork (Salisbury, 10 aprile 1951), è un pilota motociclistico sudafricano, ritiratosi dall'attività agonistica.

## Biografia
Ballington è nato a Salisbury nella Rhodesia Meridionale. La sua attività professionistica si è svolta nel periodo 1976-1982, iniziando con una Yamaha privata, con la quale gareggia nel 1976 e nel 1977, ottenendo come miglior risultato il 5º posto nella 350 nel 1977. In questo biennio è attivo, oltre che in 350, anche in 250.
Nel 1978 il baffuto sudafricano fa il passo che lo renderà campione, passando alla Kawasaki; nella stagione porterà le bicilindriche di Akashi KR 250-350 all'iride in entrambe le cilindrate. La cosa si ripeterà anche l'anno seguente.
Nella stagione 1980 portò al debutto la Kawasaki KR 500 4 cilindri due tempi; l'età non più verde e problemi di gioventù della moto fanno sì che nel 1980 Ballington non vada oltre il 12º posto nella 500. Poco fortunata anche stagione in 250, dove deve cedere al compagno di Marca Anton Mang.
Ormai il campione-meteora è al declino: il 1981, anno che lo vede correre nella sola classe 500, è avaro di successi: solo 8º. L'anonimo 9º posto del 1982 lo induce, insieme alle 31 primavere, a decidere per il ritiro.

## Risultati nel motomondiale

### Classe 250
| 1976 | Classe | Moto   |     |    |     |  |  |  |  |  |  |  |   |   |  |  | Punti | Pos. |
| ---- | ------ | ------ | --- | -- | --- |  |  |  |  |  |  |  | - | - |  |  | ----- | ---- |
| 1976 | 250    | Yamaha | Rit | NE | Rit |  |  |  |  |  |  |  | 2 | 8 |  |  | 15    | 13º  |

| 1977 | Classe | Moto   |   |    |   |     |    |  |     |     |   |     |   |   |   |  | Punti | Pos. |
| ---- | ------ | ------ | - | -- | - | --- | -- |  | --- | --- | - | --- | - | - | - |  | ----- | ---- |
| 1977 | 250    | Yamaha | 5 | NE | 6 | Rit | 11 |  | Rit | Rit | 6 | Rit | 3 | 4 | 1 |  | 49    | 6º   |

| 1978 | Classe | Moto     |   |   |    |   |   |   |   |   |   |     |   |   |   |  | Punti | Pos. |
| ---- | ------ | -------- | - | - | -- | - | - | - | - | - | - | --- | - | - | - |  | ----- | ---- |
| 1978 | 250    | Kawasaki | 5 | 4 | NE | 3 | 1 | 2 | 5 | 2 | 1 | Rit | 1 | 1 | 3 |  | 124   | 1º   |

| 1979 | Classe | Moto     |   |    |   |   |   |   |   |    |   |   |   |   |   |  | Punti | Pos. |
| ---- | ------ | -------- | - | -- | - | - | - | - | - | -- | - | - | - | - | - |  | ----- | ---- |
| 1979 | 250    | Kawasaki | 2 | NE | 1 | 1 | 1 | 4 | 3 | NP | 5 | 1 | 1 | 1 | 1 |  | 141   | 1º   |

| 1980 | Classe | Moto     |     |   |   |  |  |  |   |   |   |   |  |  |  |  | Punti | Pos. |
| ---- | ------ | -------- | --- | - | - |  |  |  | - | - | - | - |  |  |  |  | ----- | ---- |
| 1980 | 250    | Kawasaki | Rit | 1 | 1 |  |  |  | 1 | 1 | 2 | 1 |  |  |  |  | 87    | 2º   |

| Legenda | 1º posto        | 2º posto            | 3º posto            | A punti      | Senza punti        | Grassetto – Pole position Corsivo – Giro più veloce |
| Legenda | Gara non valida | Non qual./Non part. | Ritirato/Non class. | Squalificato | '-' Dato non disp. | Grassetto – Pole position Corsivo – Giro più veloce |

### Classe 350
| 1976 | Classe | Moto   |    |  |   |  |  |  |  |  |  |  |    |   |  |  | Punti | Pos. |
| ---- | ------ | ------ | -- |  | - |  |  |  |  |  |  |  | -- | - |  |  | ----- | ---- |
| 1976 | 350    | Yamaha | NP |  | 6 |  |  |  |  |  |  |  | 12 | 1 |  |  | 20    | 12º  |

| 1977 | Classe | Moto   |     |    |  |     |     |  |     |   |    |   |    |   |   |  | Punti | Pos. |
| ---- | ------ | ------ | --- | -- |  | --- | --- |  | --- | - | -- | - | -- | - | - |  | ----- | ---- |
| 1977 | 350    | Yamaha | Rit | AN |  | Rit | Rit |  | Rit | 1 | NE | 2 | 13 | 7 | 1 |  | 46    | 5º   |

| 1978 | Classe | Moto     |   |    |   |   |   |   |    |   |   |   |   |   |     |  | Punti | Pos. |
| ---- | ------ | -------- | - | -- | - | - | - | - | -- | - | - | - | - | - | --- |  | ----- | ---- |
| 1978 | 350    | Kawasaki | 4 | NE | 1 | 2 | 1 | 1 | NE | 2 | 1 | 1 | 2 | 1 | Rit |  | 134   | 1º   |

| 1979 | Classe | Moto     |   |   |   |     |   |   |     |    |    |   |   |   |   |  | Punti | Pos. |
| ---- | ------ | -------- | - | - | - | --- | - | - | --- | -- | -- | - | - | - | - |  | ----- | ---- |
| 1979 | 350    | Kawasaki | 4 | 1 | 4 | Rit | 1 | 1 | Rit | NE | NE | 9 | 1 | 1 | 5 |  | 99    | 1º   |

| Legenda | 1º posto        | 2º posto            | 3º posto            | A punti      | Senza punti        | Grassetto – Pole position Corsivo – Giro più veloce |
| Legenda | Gara non valida | Non qual./Non part. | Ritirato/Non class. | Squalificato | '-' Dato non disp. | Grassetto – Pole position Corsivo – Giro più veloce |

### Classe 500
| 1980 | Classe | Moto     |     |    |   |    |  |  |   |   |    |    |  |  |  |  | Punti | Pos. |
| ---- | ------ | -------- | --- | -- | - | -- |  |  | - | - | -- | -- |  |  |  |  | ----- | ---- |
| 1980 | 500    | Kawasaki | Rit | 13 | 8 | NE |  |  | 5 | 7 | NE | 11 |  |  |  |  | 13    | 12º  |

| 1981 | Classe | Moto     |    |   |     |     |   |    |    |   |    |   |     |   |   |    | Punti | Pos. |
| ---- | ------ | -------- | -- | - | --- | --- | - | -- | -- | - | -- | - | --- | - | - | -- | ----- | ---- |
| 1981 | 500    | Kawasaki | NE | 6 | Rit | Rit | 7 | NE | NP | 3 | 19 | 5 | Rit | 3 | 4 | NE | 43    | 8º   |

| 1982 | Classe | Moto     |   |     |        |   |   |   |   |    |   |   |    |    |   |     | Punti | Pos. |
| ---- | ------ | -------- | - | --- | ------ | - | - | - | - | -- | - | - | -- | -- | - | --- | ----- | ---- |
| 1982 | 500    | Kawasaki | 8 | Rit | [ 12 ] | 9 | 6 | 7 | 8 | 10 | 7 | 6 | NE | NE | 7 | Rit | 31    | 9º   |

| Legenda | 1º posto        | 2º posto            | 3º posto            | A punti      | Senza punti        | Grassetto – Pole position Corsivo – Giro più veloce |
| Legenda | Gara non valida | Non qual./Non part. | Ritirato/Non class. | Squalificato | '-' Dato non disp. | Grassetto – Pole position Corsivo – Giro più veloce |